# Francesc Xavier Marcé Carol
Francesc Xavier Marcé Carol, conegut simplement com a Francesc Xavier Marcé Carol   (l'Hospitalet de Llobregat, 1957), és un economista, activista cultural i polític català.
Va ser vicepresident del Grup Focus. Ha estat director de cultura de l'Ajuntament de l'Hospitalet, Director de Recursos i d'Acció Cultural de l'ICUB, Director General de l'Institut Català de les Indústries Culturals i ha coordinat el màster de gestió cultural de la Universitat de Barcelona, entre altres càrrecs. En el mandat 2019-2023, va ser regidor de Cultura i Indústries Creatives de l'Ajuntament de Barcelona. Des del 2023, exerceix com a regidor del districte de Nou Barris. A més, el 2023 va tornar a assumir el càrrec de regidor en substitució de Rosa Alarcón, que va renunciar-hi el setembre d'aquell any per motius de salut.
És professor de la Universitat Ramon Llull. Ha escrit regularment al Diari Ara, a El Mundo de Catalunya i a la Revista del Espectáculo. Ha col·laborat amb R4. Ha escrit diversos llibres: El exhibicionismo del mecenas (Mileni, 2007), “Imaginem Barcelona” amb Jaume Collboni (Portic, 2019).